# 司隸 (胡漢)
司隸是五胡十六国中漢国的京师地区。
漢国在河瑞元年（309年）迁都平阳，设立雍州，管理平阳郡、河东郡。光兴元年（310年）分平阳郡在蒲子县设立大昌郡，治所在蒲子县（在今山西省隰县龙泉镇），改平阳郡为平阳尹，改雍州为司隶校尉。一度改司隶校尉为左右司隶。后来恢复司隶校尉，刘曜平定靳准后废除，迁都长安，以关中为司隶。